# Região do Sudeste da Anatólia

Região do Sudeste da Anatólia.

A Região do Sudeste da Anatólia  (em turco:  Güneydoğu Anadolu Bölgesi) é uma das sete regiões em que se divide a Turquia. Encontra-se no sudeste do país.

## Províncias

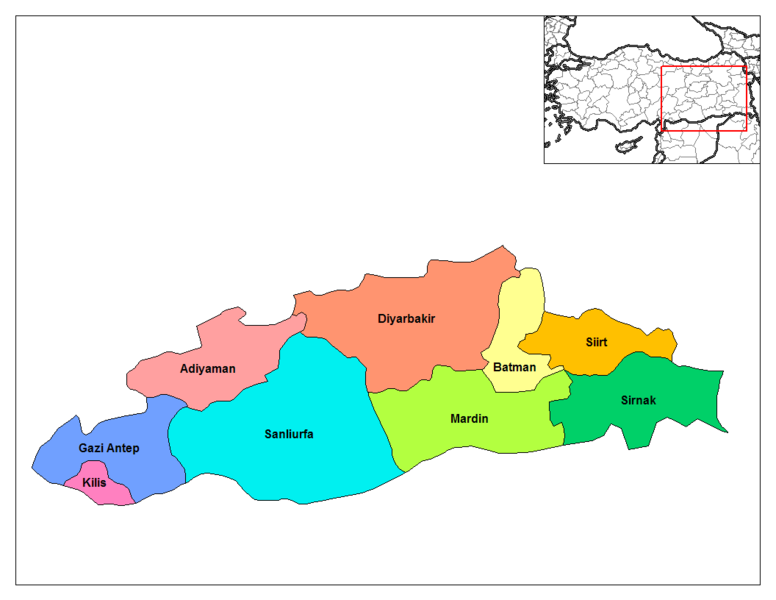
Região do Sudeste da Anatólia.

- Adıyaman
- Batman
- Diyarbakır
- Gaziantep
- Kilis
- Mardin
- Şanlıurfa
- Siirt
- Şırnak